# 11 июля
11 июля — 192-й день года (193-й в високосные годы) по григорианскому календарю.
До конца года остаётся 173 дня.
До 15 октября 1582 года — 11 июля по юлианскому календарю, с 15 октября 1582 года — 11 июля по григорианскому календарю.
В XX и XXI веках соответствует 28 июня по юлианскому календарю.

## Праздники и памятные дни
См. также: Категория:Праздники 11 июля

### Международные
- ООН — Всемирный день народонаселения.
- Всемирный день шоколада.
- Европейский союз — День памяти жертв геноцида жителей Сребреницы[2].

### Национальные
- Бельгия — День фламандской общины (Битва при Куртре, 1302)[3];
- Кирибати — Канун дня независимости[4];
- Монголия 
  - Начало праздника «Надом»;
  - День независимости (1921);
- Польша — Национальный день памяти жертв геноцида граждан Польши украинскими националистами.
- США — День подбадривания одиноких[5].

### Профессиональные
- Россия — День художника по свету (светооператора).

### Религиозные
Православие
- Перенесение мощей мучеников бессребреников и чудотворцев Кира и Иоанна[8] (412);
- память преподобных Сергия и Германа, Валаамских чудотворцев (ок. 1353);
- память преподобного Ксенофонта Робейского, игумена (1262);
- память преподобного Павла врача[9];
- память священномученика Василия Ситникова, диакона (1918);
- память преподобномученицы Севастианы (Агеевой-Зуевой), монахини (1938);
- память священномученика Григория Самарина, диакона (1940);
- празднование в честь иконы Божией Матери «Троеручица» (VIII).

### Именины
- Католические: Ольга, Пелагея, Венедикт.
- Православные: Герман, Иван, Кир, Павел, Сергей.

## События
См. также: Категория:События 11 июля

### До XIX века
- 1302 — Битва золотых шпор. Фламандское ополчение, в основном состоявшее из ремесленников, одержало победу над французской армией.
- 1405 — император Юнлэ велит Чжэн Хэ возглавить флот в дальнем плавании на запад[10].
- 1533 — папа римский Климент VII наконец-то объявил, что брак короля Англии Генриха VIII и Екатерины Арагонской по-прежнему считается действительным и отлучил короля от церкви. Король к этому времени уже развёлся с первой супругой и женился на Анне Болейн, связи между англиканской церковью и Ватиканом были прерваны.
- 1576 — английская экспедиция Мартина Фробишера открыла Гренландию.
- 1700 — в Берлине основана Германская академия наук.
- 1708 — состоялась битва при Ауденарде.
- 1733 — в Санкт-Петербурге прошло торжественное освящение Петропавловского собора, возводившегося по проекту архитектора Доменико Трезини.
- 1776 — капитан Джеймс Кук отплыл из Плимута на «Resolution» в сопровождении «Discovery» в свою последнюю экспедицию.
- 1783 — Французская академия прекратила работы по разработке парохода как бесперспективные.[источник?]
- 1792 — законодательное собрание Франции выдвинуло лозунг «Отечество в опасности!». По декрету собрания все мужчины призывались на военную службу.

### XIX век
- 1804 — Дуэль Гамильтона с Берром.
- 1890 — состоялись первые в Японии парламентские выборы.
- 1893 — японец Кокити Микимото впервые получил искусственный жемчуг.
- 1897 — предпринята первая попытка исследования Арктики с помощью аэростата. Саломон Август Андре с двумя товарищами поднялся в небо с датского острова Шпицберген. Их аэростат объёмом 4531 м³ был оснащён парусом, который крепился к сложной системе тросов. С его помощью планировалось управлять летательным аппаратом. О судьбе исследователей ничего не было известно до 6 августа 1930 года, когда их тела были обнаружены на Белом острове (Земля Франца-Иосифа).

### XX век
- 1903 — по инициативе Королевского яхт-клуба ирландского города Корк состоялись первые гонки судов с паровым двигателем.
- 1905 — создана Международная ассоциация спортивных кеглей.
- 1907 — совершил свой первый полёт первый аэроплан со свободнонесущим крылом — летательный аппарат Луи Блерио тип VI «Либеллюль», оснащённый концевыми элеронами.
- 1918
  - Литовская Тариба провозгласила создание Королевства Литвы и пригласила на королевский престол немецкого принца Вильгельма фон Ураха.
  - Совнарком России утвердил первый советский бюджет на полугодие.
- 1919 — в Голландии введён 8-часовой рабочий день.
- 1920 — на референдуме в Восточной и Западной Пруссии большинство населения проголосовало за сохранение этих регионов в составе Германии.
- 1921 — после побед Монгольской народной армии с помощью Красной Армии над оккупационными китайскими войсками и отрядами белогвардейцев в Монголии установлен просоветский режим.
- 1925 — во Львове основано Украинское национально-демократическое объединение (УНДО).
- 1930 — открыт Новосибирский театр юного зрителя.
- 1933 — в Женеве принята международная конвенция по контролю за наркотиками.
- 1940 — Румыния исключена из Лиги Наций за сотрудничество с нацистами.
- 1941
  - Издано Постановление ГКО «Об эвакуации промышленных предприятий» на восток[11]. Согласно постановлению, были эвакуированы промышленные предприятия Ленинграда и городов Украины — Киева, Одессы, Винницы.
  - Начало обороны Киева, длившейся 71 день — с 11 июля по 19 сентября 1941 года.
- 1942 — в староверческой деревне Туховежи Ленинградской области солдатами вермахта пленён генерал Власов.
- 1943 — пик «Волынской резни», когда силами ОУН-УПА одновременно было атаковано, по разным данным, от 99 до более чем 150 польских населённых пунктов, с общим количеством жертв до 100 000 человек.
- 1946 — введён в строй газопровод Саратов — Москва.
- 1957 — принц Карим Ага Хан стал 49-м Имамом исмаилитов-низаритов, «День Имамата».
- 1959 — во время фолк-фестиваля в Ньюпорте впервые сделана запись выступления Джоан Баэз.
- 1960
  - В Чехословакии объявлено о победе социализма, страна переименована в Чехословацкую Социалистическую Республику.
  - Франция согласилась предоставить независимость в августе текущего года Дагомее (современный Бенин), Нигеру, Верхней Вольте (современная Буркина-Фасо), Берегу Слоновой Кости, Чаду, Центральной Африке (современная Центральноафриканская Республика) и Конго.
- 1971 — в Питтсбурге осуществлена первая постановка рок-оперы «Иисус Христос — суперзвезда».
- 1973 — под Парижем потерпел крушение самолёт Boeing 707-300 компании VARIG, погибли 123 человека, 11 выжили.
- 1975 — в Северо-Западном Китае обнаружено массовое захоронение 6 тысяч древних статуй воинов.
- 1979 — американская орбитальная станция «Скайлэб» сошла с орбиты и разрушилась в плотных слоях атмосферы.
- 1982 — финал чемпионата мира по футболу 1982: в Мадриде сборная Италии обыграла сборную ФРГ со счётом 3:1.
- 1983 — катастрофа Boeing 737 под Куэнкой, погибли 119 человек. Крупнейшая авиакатастрофа в Эквадоре.
- 1984
  - В США объявлено, что к 1989 году во всех автомобилях обязательно должны быть ремни безопасности.
  - Режиссёр Юрий Любимов лишён советского гражданства за враждебную СССР деятельность.
- 1985 — в журнале Playboy опубликованы фотографии обнажённой поп-звезды Мадонны.
- 1989 — начало шахтёрской забастовки в Кузбассе.
- 1991 — в Японии убит Хитоси Игараси, переводчик романа «Сатанинские стихи», написанного гражданином Великобритании индийского происхождения Салманом Рушди, на японский язык.
- 1991 — Катастрофа DC-8 в Джидде.
- 1995
  - В ходе Боснийской войны сербские войска взяли Сребреницу, вслед за чем последовало массовое убийство безоружных мусульман.
  - США и Вьетнам восстановили полные дипломатические отношения.
- 1998 — в Москве состоялось открытие Всемирных юношеских игр.
- 1999 — Гран-при Великобритании: Михаэль Шумахер выбывает из борьбы за чемпионский титул после полученного в аварии перелома правой ноги.

### XXI век
- 2001 — американский концерн Polaroid объявил о своём банкротстве.
- 2005 — пожар в торговом центре «Пассаж», Ухта. 25 погибших.
- 2006 — компания Microsoft прекратила техническую поддержку операционных систем Windows 98 и Windows Me.
- 2010 — финал чемпионата мира по футболу 2010: сборная Испании обыграла сборную Нидерландов и впервые стала чемпионом мира.
- 2011 — вблизи Стрежевого самолёт Ан-24 компании Ангара совершил аварийное приводнение на реку Обь после отказа двигателя, погибли 7 из 37 человек, находившихся на борту.
- 2014 — ракетная атака под Зеленопольем в ходе вооружённого конфликта на востоке Украины.
- 2021 — финал чемпионата Европы по футболу 2020: в Лондоне сборная Италии в серии пенальти победила сборную Англии.
- 2022
  - опубликовано первое изображение, полученное космическим телескопом «Джеймс Уэбб». Это изображение ранней Вселенной с самым высоким разрешением из когда-либо сделанных ранее.
  - ВС РФ нанесли ракетный удар по Харькову, 6 человек погибло и более 30 было ранено.

## Родились
См. также: Категория:Родившиеся 11 июля

### До XIX века
- 1274 — Роберт Брюс (ум. 1329), король Шотландии (1306—1329), основатель королевской династии Брюсов.
- 1561 — Луис де Гонгора-и-Арготе (ум. 1627), испанский поэт.
- 1657 — Фридрих I (ум. 1713), король Пруссии (1701—1713).
- 1732 — Жозеф Жером Лефрансуа де Лаланд (ум. 1807), французский астроном.
- 1751 — Каролина Матильда (ум. 1775), британская принцесса, супруга короля Дании Кристиана VII, высланная из страны из-за измены супругу.
- 1767 — Джон Куинси Адамс (ум. 1848), 6-й президент США (1825—1829), посол США в России (1809—1814).

### XIX век
- 1805 — Пётр Каратыгин (ум. 1879), русский актёр, драматург и педагог, автор водевилей.
- 1824 — Юлия Жадовская (ум. 1883), русская писательница.
- 1825 — Габриэл Сундукян (ум. 1912), армянский писатель, драматург.
- 1844
  - Павел Аландский (ум. 1883), русский историк, специалист в области классической филологии и истории древней Греции и Рима.
  - Пётр I Карагеоргиевич (ум. 1921), первый сербский король из династии Карагеоргиевичей (с 1903), король сербов, хорватов и словенцев (с 1918).
  - Пётр Ткачёв (ум. 1886), русский литературный критик, публицист, один из идеологов революционного народничества.
- 1867 — Павел Булацель (расстрелян в 1919), русский журналист, юрист, адвокат, публицист, общественный деятель.
- 1873 — Владимир Рябушинский (ум. 1955), русский предприниматель, банкир.
- 1882 — Леонард Нельсон (ум. 1927), немецкий философ-идеалист, психолог.
- 1885 — Роже де ла Френе (ум. 1925), французский художник, представитель кубизма в живописи.
- 1888 — Карл Шмитт (ум. 1985), немецкий теолог, юрист, философ, социолог и политический теоретик.
- 1889 — Амлето Палерми (ум. 1941), итальянский режиссёр театра и кино, сценарист, актёр.
- 1890 — Пятрас Вайчюнас (ум. 1959), литовский поэт, драматург и переводчик, узник ГУЛАГа.
- 1892 — Томас Митчелл (ум. 1962), американский актёр, драматург и сценарист, лауреат премии «Оскар».
- 1894 — Пётр Парфёнов (расстрелян в 1937), русский советский поэт, писатель, военный и государственный деятель.
- 1895 — Павел Беспощадный (ум. 1968), русский советский поэт.
- 1897 — Грегорио Фуэнтес (ум. 2002), кубинский рыбак и моряк, прототип Сантьяго из повести Э. Хемингуэя «Старик и море».
- 1899
  - Пётр Павленко (ум. 1951), русский советский писатель, сценарист и журналист.
  - Элвин Брукс Уайт (ум. 1985), американский писатель, публицист, эссеист.

### XX век
- 1903
  - Рудольф Абель (настоящее имя Вильям Генрихович Фишер; ум. 1971), советский разведчик.
  - Отто Эдуард Хассе (ум. 1978), немецкий актёр и режиссёр.
- 1910 — Сергей Вернов (ум. 1982), физик, академик АН СССР, создатель школы по физике космических лучей.
- 1912 — Кирей Мэргэн (ум. 1984), башкирский советский писатель, учёный-фольклорист, филолог, литературовед.
- 1916 — Александр Прохоров (ум. 2002), советский физик, академик, один из основоположников квантовой электроники, лауреат Нобелевской премии (1964), главный редактор последнего издания БСЭ.
- 1920 — Юл Бриннер (при рождении Юлий Борисович Бриннер; ум. 1985), американский актёр российского происхождения.
- 1923 — Ричард Пайпс (ум. 2018), американский историк, философ, профессор Гарвардского университета.
- 1925
  - Николай Гедда (настоящая фамилия Устинов; ум. 2017), шведский оперный певец (лирический тенор).
  - Маттивильда Доббс (ум. 2015), американская оперная певица.
- 1926 — Родольфо Арисага (ум. 1985), аргентинский композитор, педагог, музыкальный критик.
- 1932 — Жан-Ги Тальбо, канадский хоккеист, 7-кратный обладатель Кубка Стэнли
- 1933 — Владимир Цветов (ум. 1993), советский и российский журналист-международник, телекомментатор, востоковед.
- 1934
  - Джорджо Армани, итальянский модельер, основатель компании Armani.
  - Виктор Вуячич (ум. 1999), советский и белорусский эстрадный певец.
- 1935 — Константин Ершов (ум. 1984), советский актёр, кинорежиссёр, сценарист.
- 1938 — Фрэнк Кэрролл (ум. 2024), американский фигурист и тренер. Один из самых успешных тренеров по фигурному катанию в США.
- 1940 — Елена Камбурова, эстрадная певица и актриса, народная артистка России.
- 1951
  - Вячеслав Анисин, советский хоккеист, многократный чемпион мира и Европы.
  - Николай Патрушев, секретарь Совета безопасности РФ (с 2008), генерал армии, Герой Российской Федерации.
- 1952 — Стивен Лэнг, американский актёр театра и кино.
- 1954 — Татьяна Анциферова, советская и российская эстрадная певица.
- 1956 — Сила Уорд, американская актриса, обладательница «Золотого глобуса» и двух премий «Эмми».
- 1958 — Марк Лестер, английский актёр.
- 1959
  - Сьюзанн Вега, американская поп-певица, автор песен, гитаристка.
  - Ричи Самбора, американский гитарист, автор песен, бывший участник рок-группы «Bon Jovi».
- 1960
  - Джафар Панахи, иранский кинорежиссёр и сценарист.
  - Антон Табаков, советский и российский актёр, бизнесмен, ресторатор.
- 1963 — Эл Макиннис, канадский хоккеист, олимпийский чемпион (2002).
- 1965 — Эдуард Радзюкевич, российский актёр театра и кино.
- 1966 — Кэнтаро Миура, (ум. 2021), японский мангака.
- 1968 — Гауез Нурмухамбетов, казахстанский государственный и политический деятель, аким Северо-Казахстанской области (с 2023).
- 1969 — Олег Гуцуляк, украинский писатель, культуролог и философ.
- 1971 — Андрей Алексеев, российский дирижёр, педагог.
- 1976 — Эдгард Запашный, цирковой артист, дрессировщик хищников, народный артист России.
- 1978 — Массимилиано Розолино, итальянский пловец, олимпийский чемпион (2000).
- 1979 — Максим Решетников, российский государственный и политический деятель, губернатор Пермского края (2017—2020), министр экономического развития Российской Федерации (с 2020).
- 1983 — Марие Элеонор Сернехольт, шведская певица, актриса, телеведущая.
- 1984
  - Екатерина Вилкова, российская актриса театра и кино.
  - Джо Павелски, американский хоккеист, призёр Олимпийских игр.
- 1990 — Каролина Возняцки, датская теннисистка, бывшая первая ракетка мира.
- 1995 — Эмильен Жаклен, французский биатлонист, трёхкратный чемпион мира
- 1996 — Алессия Кара, канадская певица.

## Скончались
См. также: Категория:Умершие 11 июля

### До XX века
- 854 — казнён Абундий Кордовский, христианский священномученик.
- 969 — Ольга (р. ок. 920), княгиня Киевская, первой из русских правителей принявшая христианство — ещё до Крещения Руси, первая русская Святая.
- 1174 — Амори I (р. 1136), граф Яффы и Аскалона, король Иерусалима (с 1163), сын Фулька и Мелисенды.
- 1553 — Мориц (р. 1521), курфюрст Саксонии (с 1547) из Альбертинской линии династии Веттинов.
- 1593 — Джузеппе Арчимбольдо (р. 1526 или 1527), итальянский живописец и декоратор.
- 1663 — Любен Божен (р. 1610 или 1612), французский живописец.
- 1831 — Василий Головнин (р. 1776), русский мореплаватель, вице-адмирал, член-корреспондент Петербургской АН, мемуарист.
- 1844 — Евгений Баратынский (р. 1800), русский поэт.
- 1856 — Йозеф Каэтан Тыл (р. 1808), чешский поэт и драматург, автор слов гимна Чехии.
- 1888 — князь Павел Вяземский (р. 1820), российский дипломат, сенатор, литератор, общественный деятель.
- 1896 — Эрнст Курциус (р. 1814), немецкий археолог, эпиграфист, историк.

### XX век
- 1903 — Уильям Эрнст Хенли (р. 1849), английский поэт, критик, издатель.
- 1909 — Саймон Ньюком (р. 1835), американский астроном, математик и экономист.
- 1918 — Аббас Сиххат (наст. имя Аббасгули Мехти-заде; р. 1874), азербайджанский поэт, драматург, переводчик.
- 1931 — Жан-Луи Форен (р. 1852), французский художник, график, книжный иллюстратор.
- 1934 — Александр Потресов (р. 1869), русский революционер, создатель газеты «Искра», лидер меньшевиков.
- 1937 — Джордж Гершвин (при рожд. Яков Гершвин; р. 1898), американский композитор и пианист.
- 1941 — Артур Джон Эванс (р. 1851), английский историк и археолог, первооткрыватель минойской цивилизации.
- 1946 — Пол Нэш (р. 1889), английский живописец, иллюстратор, дизайнер и критик.
- 1964 — Морис Торез (р. 1900), деятель французского и международного рабочего и коммунистического движения.
- 1968 — Александр Яшин (р. 1913), русский советский писатель, лауреат Сталинской премии.
- 1970 — Вечеслав Холевац (р. 1917), югославский военный и политик, Народный герой Югославии, мэр Загреба (1952—1963).
- 1971
  - Джон Вуд Кэмпбелл (р. 1910), американский писатель-фантаст и редактор.
  - погиб Педро Родригес (р. 1940), мексиканский автогонщик.
- 1973 — Роберт Райан (р. 1909), американский актёр кино и театра.
- 1974
  - Авенир Зак (р. 1919), советский киносценарист и драматург.
  - Пер Фабиан Лагерквист (р. 1891), шведский писатель, лауреат Нобелевской премии (1951).
- 1977 — Евгений Карелов (р. 1931), советский кинорежиссёр и сценарист.
- 1980 — Зыгмунт Берлинг (р. 1896), польский военачальник, генерал брони Войска Польского.
- 1989 — Лоренс Оливье (р. 1907), британский актёр и режиссёр театра и кино, сценарист, продюсер, лауреат «Оскара», «Золотого глобуса» и др. наград.
- 1990 — Михаил Анчаров (р. 1923), советский писатель, поэт, бард, драматург, сценарист, художник.
- 1991
  - Татьяна Вечеслова (р. 1910), балерина и балетный педагог, заслуженная артистка РСФСР.
  - Мохтар Дахари (р. 1953), малайзийский футболист, один из лучших игроков Азии 1970-х.
- 1994 — Гэри Килдалл (р. 1942), американский программист и предприниматель, основатель Digital Research, Inc.

### XXI век
- 2002 — Бернардас Бразджёнис (р. 1907), литовский поэт и критик.
- 2006 — Барнард Хьюз (р. 1915), американский актёр театра, кино и телевидения, лауреат премий «Эмми» и «Тони».
- 2007 — Леди Бёрд Джонсон (р. 1912), первая леди США в 1963—1969 гг., супруга президента Линдона Джонсона.
- 2008
  - Майкл Эллис Дебейки (р. 1908), американский кардиохирург, пионер аортокоронарного шунтирования.
  - Анатолий Приставкин (р. 1931), советский и российский писатель и общественный деятель.
- 2014 — Томми Рамон (наст. имя Тамаш Эрдейи; р. 1949), барабанщик и продюсер американской панк-рок-группы «Ramones».
- 2015 — Сатору Ивата (р. 1959), японский программист, президент и генеральный директор компании Nintendo (2002—2015).
- 2023 — Милан Кундера (р. 1929), чехословацкий и французский писатель.
- 2024 — Шелли Дюваль (р. 1949), американская актриса.
- 2025 — Вадим Медведев (р. 1929), советский партийный деятель, учёный-экономист. Один из ключевых авторов и исполнителей перестройки в СССР; член Политбюро ЦК КПСС (1988—1990), секретарь ЦК КПСС (1986—1990). Член-корреспондент АН СССР (1984 — 1991), РАН (1991 — 2025).

## Приметы
- Упало по листу, придёт август — упадёт по два. Если кукушка перестала куковать — зима рано придёт.
- Крапивное заговенье. Варят, из молодой крапивы, последние щи. Если есть боли в суставах да в пояснице, то жгучая крапива омолодит и почистит кровь. Огородники начинают копать ранний картофель[12].